# Eyes of Youth
Eyes of Youth é um filme de drama mudo produzido nos Estados Unidos e lançado em 1919.